# Heimat- und Museumsverein Perg

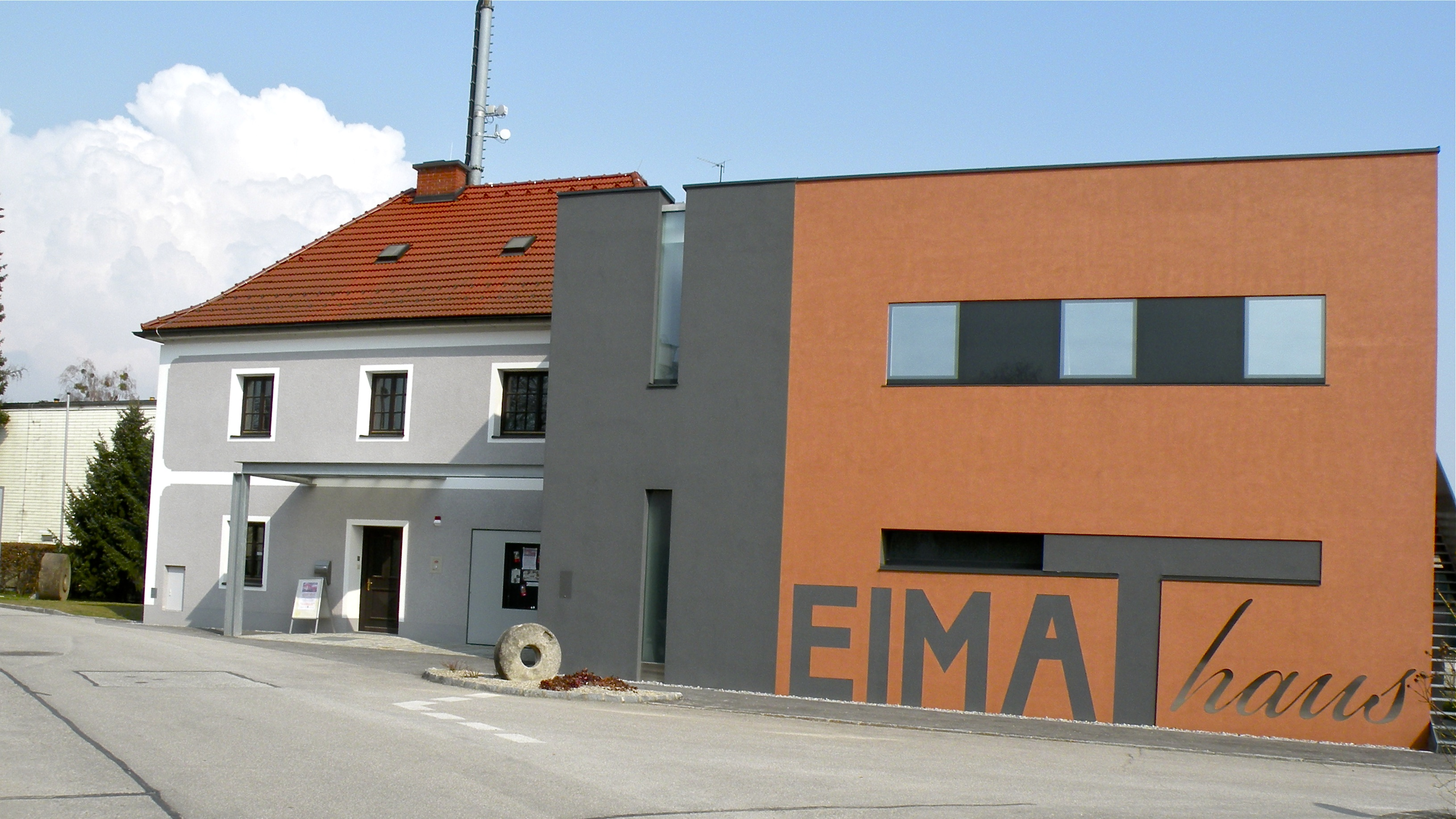
Heimathaus-Stadtmuseum Perg, 2012

Der Heimat- und Museumsverein Perg wurde 1967 unter der Bezeichnung Heimatverein Perg mit dem Ziel gegründet, in Perg ein Heimathaus zu errichten und dazu eine heimatkundliche Sammlung aufzubauen.

## Geschichte

### Vorgeschichte
Diverse Archivalien, die im Turm der Pfarrkirche Perg aufbewahrt wurden, kamen 1876 in das nach einem Brand neu errichtete Perger Rathaus und wurden 1908 vom Landesarchiv-Adjunkt Eduard Straßmayr gesichtet und geordnet sowie in einer Broschüre veröffentlicht.
Nach dem 1. Weltkrieg durchforschte Florian Eibensteiner alle erhalten gebliebenen Urkunden. Das Ergebnis seiner heimatkundlichen Forschungen wurde von seinem Sohn Konrad Eibensteiner 1933 im Eigenverlag als "Das illustrierte Heimatbuch Perg, OÖ." herausgegeben. Ab 1938 begann Gustav Brachmann als Landrat von Perg mit dem Aufbau eines Heimathauses in Perg. Er erstellte eine heimatkundliche Sammlung zu Perg, die Mitte 1944 etwa 3000 Sammelstücke umfasste und im Bürgerspital untergebracht war. Dieses erste Museum war nicht öffentlich zugänglich, stand aber Interessierten zur Verfügung. Es wurde zu Kriegsende 1945 geplündert. Verbliebene Reste wurden 1947 von Brachmann teilweise nach Freistadt verbracht und teilweise auf dem Dachboden der Hauptschule Perg gelagert, wo sie in Vergessenheit gerieten. Teile des Perger Marktarchivs wurden 1948 in das Oberösterreichische Landesarchiv nach Linz übersiedelt.

### Vereinsgründung
Mit Grabungen zur Freilegung eines frühgeschichtlichen Gräberfeldes in der Ortschaft Auhof wurde das Interesse für die Geschichte der engeren Heimat wiederbelebt.
Am 25. Jänner 1967 bildete sich ein Komitee unter Vorsitz von Michael Crisenaz, dem Georg Trauner-Schützeneder, Johann Grübler sen., Johann Jahn, August Eichinger, Friedrich Walser, Josef Waidhofer, Franz Baumann sen., Richard Seidl, Maria Reumann, Elsa Ladenbauer, Friedrich Schützeneder, Rudolf Zach, Alfred Fries, Hans Grübler jun., Werner Marschner, Dagobert Hofstätter und Rudolf Reisinger angehörten. Mit der Bewilligung der Sicherheitsdirektion Linz vom 21. März 1967 wurde die Vereinsgründung rechtskräftig. Erster Obmann wurde Georg Trauner-Schützeneder, als Kustos fungierte Friedrich Walser, als Kassier August Eichinger und als Schriftführer Johann Jahn.

### Vorstand

#### Obleute
- Georg Trauner-Schützeneder war Gründungsobmann und führte den Verein von 1967 bis 1974.
- Hans Grübler jun. zählt zu den Gründungsmitgliedern, war von 1969 bis 1974 Obmann-Stellvertreter und stand von 1974 bis 1990 dem Verein vor
- Anton Baumann war ab 1989 Obmann-Stellvertreter und übernahm 1990 die Obmann-Stelle, die er bis 2007 innehatte. Ab 1996 fungierte er auch als Kustos des Vereins.
- Franz Moser wurde 1990 Obmann-Stellvertreter und ist seit 2007 Obmann.

Weitere Obmann-Stellvertreter waren Hans Grübler sen. (1967 bis 1969), Dagobert Hofstätter (1975 bis 1978), Rudolf Huemer (1978 bis 1985), Heribert Wald (1985 bis 1989). Von 2007 bis 2012 vertrat Anton Baumann den Obmann und von 2012 bis 2015 war dessen Bruder Gerhard Pilz Obmann-Stellvertreter und Kustos. 2015 übernahm Franz Pfeiffer die Obmann-Stellvertreter- und Kustosfunktion.

#### Kustoden
- Friedrich Walser (1967 bis 1969)
- Dagobert Hofstätter (1969 bis 1970)
- Rudolf Zach (1970 bis 1984)
- Hildegard Spreitzhofer (1985 bis 1992)
- Friedrich Weichselbaumer (1992 bis 1996)
- Anton Baumann (1996 bis 2012)
- Gerhard Pilz (2012 bis 2015)
- Franz Pfeiffer (2015 bis 2018)
- Rosina Pfeiffer (2018 bis dato)

### Ehemalige Standorte

#### Bürgerspital (1938 bis 1946)
Bereits vor der Vereinsgründung gab es ein erstes Heimathaus im ehemaligen Bürgerspital in der Linzer Straße.

#### Kaufgeschäft Dimmel (1969 bis 1974)
Durch Aufrufe an die Bevölkerung und persönliche Kontakte wurde mit dem Aufbau einer Sammlung begonnen, die ab Juni 1968 in einem Lehrmittelzimmer der alten Volksschule Perg gelagert wurde. Erst im Zuge der Vorbereitungen zur Stadterhebung im September 1969 konnte im Dimmelhaus, Herrenstrasse 46 eine erste öffentlich zugängliche Ausstellung der Sammlung eröffnet werden, die mit 2000 Besuchern sehr gut besucht war. Diese Räumlichkeiten wurde schließlich angemietet und dienten bis zum Jahr 1974 als Heimathaus.

#### Ehemaliges Eichamt (1974 bis 1993)
Auch die Adaptierung des ehemaligen Eichamtes, Töpferweg 2 erwies sich von vornherein als dauerhaftes Museumsgebäude nicht geeignet, da es lediglich eine Fläche von 60 Quadratmetern umfasste. Es dauerte rund zwanzig Jahre, bis am 23. Oktober 1993 das entsprechend umgebaute und adaptierte Heimathaus-Stadtmuseum Perg in der Stifterstraße 1 (ehemaliges Wohn- und Betriebsgebäude des Malermeisters Josef Uhl) eröffnet werden konnte.

## Standort

### Heimathaus-Stadtmuseum Perg (seit 1993)
Nach dem Tod des Malermeisters Josef Uhl kaufte die Stadtgemeinde Perg 1991 dessen Wohn- und Betriebsgebäude. Unter Beiziehung von Architekt R. Kroh und Konsultation öffentlicher Stellen wurde die Liegenschaft zu einem Museumsgebäude umgebaut und dem Heimatverein zur Benützung überlassen. Auf einer Ausstellungsfläche von rund 250 Quadratmetern konnten nun Exponate aus dem eigenen Bestand sowie Leihgaben des OÖ. Landesmuseums und privater Leihgeber in zeitgemäßer Form präsentiert werden.
Am 16. Oktober 2010 wurde das Heimathaus-Stadtmuseum Perg nach einem umfassenden Um- und Ausbau wieder eröffnet. Ein gänzlich neu gestalteter Trakt steht in augenfälligem Kontrast zum bereits bisher als Museum genutzten Gebäudeteil.

### Außenstandorte
Zum Heimathaus Perg gehören folgende Außenstellen:
- Erdstall Ratgöbluckn
- Steinbrecherhaus und Mühlsteinbruch Scherer

## Vermittlung
Mit der Setzung von Schwerpunkten gelang es, lokale und regionale Themen interessant aufzubereiten:
- Geologie der näheren Heimat (ergänzt durch Fundstücke aus der Urgeschichte, Steinzeit, Bronzezeit und Eisenzeit)
- Bergbau (Kaolin, Granit und insbesondere die Zunft der Perger Mühlsteinhauer)
- Gräberfeld in der Ortschaft Auhof
- Schloss Auhof
- Burgruine Mitterberg
- Genealogie der Herren von Perg
- Martinskirche in Pergkirchen
- Perger Keramik in Malhorntechnik
- Mittelalterliche Gerichtsbarkeit
- Bundeskanzler Johannes Schober
- Käthes Puppenwelt (seit 2004)

Der Heimatverein verwaltet eine umfangreiche Bibliothek teils aus eigener Anschaffung und teils aus dem Bestand der ehemaligen Bezirkslehrerbücherei. Zahlreiche Filme und Fotos befinden sich im Archiv, ebenso eine Häuserchronik.
Im Jahr 2014 erhielt das Museum das Museumsgütesiegel, das derzeit bis 2019 gilt.